# Marcel Janco
Marcel Janko (alemão: [maʁˈsɛl ˈjaŋko], francês: [maʁsɛl ʒɑ̃ko]),como era conhecido Marcel Hermann Iancu, sobrenome Ianco, Janko ou Jancu (Bucareste, 1895 – Tel-Aviv, 1984), foi um artista visual romeno e israelense, arquiteto e teórico da arte. Ele foi o co-inventor do dadaísmo e um dos principais expoentes do construtivismo na Europa Oriental. Na década de 1910, ele coeditou, com Ion Vinea eTristan Tzara, a revista de arte romena Simbolul. Janco era um praticante da Art Nouveau, Futurismo e Expressionismo antes de contribuir com sua pintura e cenografia para o dadaísmo literário de Tzara. Ele se separou de Dada em 1919, quando ele e o pintor Hans Arp fundaram um círculo construtivista, Das Neue Leben.
Reunido com Vinea, ele fundou a Contimporanul, a tribuna influente da avant-garde romena, defendendo uma mistura de construtivismo, futurismo e cubismo. Na Contimporanul, Janco expôs uma visão "revolucionária" do planejamento urbano. Ele projetou alguns dos marcos mais inovadores do centro de Bucareste. Ele trabalhou em muitas formas de arte, incluindo ilustração, escultura e pintura a óleo.
Janco foi um dos principais intelectuais judeus romenos de sua geração. Alvo de perseguição anti-semita antes e durante a Segunda Guerra Mundial, ele emigrou para o Mandato Britânico para a Palestina em 1941. Ele ganhou o Prêmio Dizengoff e o Prêmio Israel, e foi o fundador da Ein Hod, uma colônia de arte utópica.

Marcel Janco era irmão de Georges e Jules Janco, que foram seus parceiros artísticos durante e após o episódio Dada. Seu cunhado e colega promotor construtivista era o escritor Jacques G. Costin, conhecido como um sobrevivente do anti-semitismo dos anos 1940.